# Kárpáti Sarolta
Kárpáti Sarolta (Budapest, 1951. június 8. –) 1995 óta az orvostudományok doktora. 2004-től 2016-ig a Semmelweis Egyetem Bőr-, Nemikórtani és Bőronkológiai Klinikájának intézetvezető egyetemi tanára volt.

## Szakterülete
A gyermekbőrgyógyászat, a genodermatosisok, a gyógyszermellékhatás-prevenció, a nemi úton terjedő betegségek prevenciója, várandós nők bőrbetegségei, hólyagos betegségek, lisztérzékenységgel összefüggő bőrgyógyászat, immunbetegségek.

„Fontosabb kutatási eredményei az autoimmun hólyagos betegségek, a súlyos örökletes bőrbetegségek genetikája, induló kutatásként az infekció indukálta autoimmunitás, az őssejtkutatás területén születtek. Új auto-ellenanyagokat írt le dermatitis herpetiformisban és coeliakiában, új autoantigéneket azonosít és lokalizál autoimmun hólyagos bőrbetegségekben. A súlyos genodermatosisokban a betegséget okozó mutáció azonosítása és a prenatális géndiagnosztika megszervezése hazánkban fontos lépés volt. Hat éve társszerkesztője a Journal of Investigative Dermatologynak (IF: 6, 314) és több nemzetközi vezető szaklapnak. 1998 óta PhD-alprogram vezetője, 2005-ben önálló Bőrgyógyászati és Venerológia PhD-programot indított. Vezetése mellett tíz PhD-védés történt, munkatársai közül ketten Batthyány-Strattmann-, egy Szent-Györgyi Albert-díjat, tanítványai közül egy UNESCO–L’Oréal-díjat, egy Prima Primissima díjat nyert.”

## Életpályája
Budapesten, a Fazekas Mihály Gyakorló Gimnáziumban érettségizett, majd 1969-ben megkezdte tanulmányait a Semmelweis Orvostudományi Egyetem Általános Orvosi Karán, ahol 1975-ben summa cum laude minősítéssel szerzett orvosi diplomát. 1976-tól 1993-ig Budapesten a Heim Pál Gyermekkórház Bőrgyógyászati Osztályán a napi betegellátásban dolgozott. 1978-ban bőr-nemibetegségek és kozmetológia szakvizsgát tett. 1988-ban A gyermekkori dermatitis herpetiformis Duhring témakörben védte meg kandidátusi disszertációját. Az MTA orvostudományok doktori címet „Autoimmun hólyagos bőrbetegségek. Új immunológiai és immun elektromikroszkópos megfigyelések. A glutén szenzitivitástól az adhéziós molekulákig” témakörben szerezte meg.
1994 és 1996 között az Országos Bőr-Nemikórtani Intézet tudományos főmunkatársa volt. 1995-ben habilitált a Semmelweis Orvostudományi Egyetemen. 1996-tól a Semmelweis Egyetem Bőr-, Nemikórtani és Bőronkológiai Klinikán dolgozott előbb egyetemi docensként, majd 1999-től egyetemi tanárként. 2004-ben tanszékvezető egyetemi tanári kinevezést kapott. 2016 szeptemberéig a Semmelweis Egyetem Bőr-, Nemikórtani és Bőronkológiai Klinikájának igazgatójaként dolgozott.

## Publikációi
IF 240, független idézettség 1500 felett (2016-as adat).

## Szervezeti tagságai
- Klinikai Tudományos Bizottság
- Infektológiai Munkabizottság (elnök, szavazati jogú tag)
- Bőrgyógyászati és Venereológiai Szakmai Kollégium (elnök)
- Bőrgyógyászati és Venereológiai Szemle (szerkesztőségi tag)
- Egészségügyi, Szociális és Családügyi Minisztérium Egészségügyi Tudományos Tanács VIII. sz. Szakmai Bizottság
- Magyar Dermatológia Társulat Bőrgyógyászati Kutatócsoport
- Magyar Dermatológiai Társulat
- Német-Magyar Dermatológia Társaság (elnök)
- Nemzeti AIDS Bizottság
- STD Társaság
- Leopoldina Német Természettudományi Akadémia (egyetlen magyar nőtagként)
- Német-Magyar Dermatológia Társulat Hagyományőrző Csoport
- Alfred Marchionini Stiftung
- Dermatology (tanácsadó testületi tag)
- Deutsche Dermatologische Gesellschaft
- EADV: Task force for pregnancy
- EDF: National representative in the Erasmus Grant Board
- ESDR European Society of Investigative Dermatology
- European Academy for Dermatology and Venerology
- European Dermatology Forum
- European Journal of Dermatology
- European Society for the History of Dermatology and Venerology
- European Society of Investigative Dermatology
- Experimental Dermatology (szerkesztőbizottsági tag)
- Hautarzt (tanácsadó testületi tag)
- International League of Dermatological Societies
- Journal of Dermatological Sciences (szerkesztőbizottsági tag)
- Journal of Investigative Dermatology
- Journal of the American Academy of Dermatology
- Journal of the Deutsche Dermatologische Gesellschaft (tanácsadó testületi tag)
- Journal of the European Academy of Dermatology and Venereology
- Müncheni Bőrgyógyászati Társaság
- René Touraine Foundation
- The American Academy of Dermatology
- Varsói Bőrgyógyászati Társaság

## Külföldi munkái
1988-től 1991-ig a Müncheni Bőrklinikán volt Humboldt-ösztöndíjas, majd ezt követően az NIH, NCI Dermatology Branch munkatársaként Fogarthy-ösztöndíjjal 1994-ig az Amerikai Egyesült Államokban kutatott. Dolgozott Varsóban és Bécsben is.

## Díjai, elismerései
- Fekete Zoltán díj (1986)
- Széchenyi professzori ösztöndíj (1997)
- Török Éva emlékplakett (2006)
- Kaposi Mór emlékérem (2009)[5]